# Scandalo in famiglia (film 1946)
Scandalo in famiglia è un film del 1946, diretto dal regista William A. Seiter.